# ASCI White

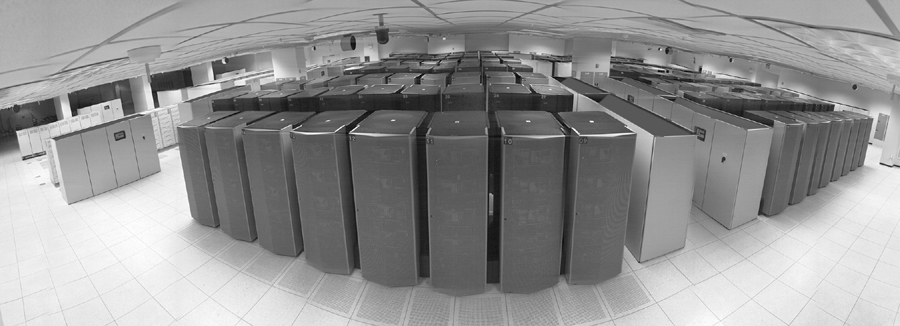
Общий вид суперкомпьютера ASCI White

ASCI White — суперкомпьютер, созданный компанией IBM и установленный в Ливерморской национальной лаборатории в 2001 году.
Суперкомпьютер был создан как третий этап программы Accelerated Strategic Computing Initiative — программы Правительства США по развитию суперкомпьютерных технологий, призванных следить за состоянием ядерного арсенала США после объявления в октябре 1992 года моратория на проведение ядерных испытаний. С вводом в строй ASC Purple была достигнута конечная цель программы ASCI — за 10 лет построить суперкомпьютер с вычислительной мощностью 100 Тфлопс.

## История создания
В феврале 1998 года официально было объявлено, что компания IBM получила контракт на постройку ASCI White.
Суперкомпьютер построили сначала на площадях компании IBM, а потом в июне 2000 года перевезли из штата Нью-Йорк в Калифорнию и в сентябре 2000 года закончили его установку в специально для этого построенном новом машинном зале Ливерморской национальной лаборатории. Официально суперкомпьютер был запущен в 15 августа 2001 года.

## Описание
ASCI White представлял собой кластер SMP-серверов, собранный на базе коммерческой суперкомпьютерной платформы компании IBM RS/6000 SP, и состоял из 512 машин. На каждом вычислительном узле имелось 16 процессоров POWER3, всего 8.192 процессора, работавших на частоте 375 МГц. Объем ОЗУ составлял 6 Тбайт, а объем дисковой памяти — 160 Тбайт. Сетевое соединение — SP Switch 2. Теоретическая вычислительная мощность ASCI White составляла 12,3 Тфлопс, на тесте LINPACK он показал результат 7,3 Тфлопс. Стоимость компьютера составила 110 миллионов долларов США.
Суперкомпьютер весил 106 тонн и потреблял 3 МВт электроэнергии, причем еще дополнительно 3 МВт требовалось для охлаждающей системы. Суперкомпьютер работал под управлением операционной системы AIX компании IBM.
Машина была списана 27 июля 2006 года.